# Vatia
Vatia è un villaggio delle Samoa Americane appartenente alla contea di Vaifanua del Distretto orientale.